# Sportivo San Lorenzo
A Club Sportivo San Lorenzo egy paraguayi labdarúgóklub, melynek székhelye San Lorenzoban található. A klubot 1930-ban alapították. Jelenleg az első osztályban szerepel.
Hazai mérkőzéseit az Estadio Gunther Vogelben játssza, amely létesítmény 5 000 fő befogadására alkalmas. A klub hivatalos színei: piros-fehér.